# Sobieski (herb książęcy)
Sobieski (Sobieski Książę) – polski herb książęcy, odmiana herbu Janina. Herb własny rodziny Sobieskich.

## Opis herbu

### Opis historyczny
Juliusz Ostrowski blazonuje herb następująco:

W polu czerwonem – tarcza fioletowa. Nad hełmem w koronie – ogon pawi. Tarczę okrywa płaszcz książęcy z mitrą.

### Opis współczesny
Opis skonstruowany współcześnie brzmi następująco:
Na tarczy o polu czerwonym tarcza purpurowa wgięta do środka w lewą stronę obrócona...
Całość otacza płaszcz heraldyczny, podbity gronostajem.
Płaszcz zwieńcza mitra książęca.

## Geneza
Herb należy do rodziny Sobieskich z Sobieskiej Woli w województwie lubelskiem, na Rusi osiedlonej w XVI stuleciu. Z nich pochodził Jan III Sobieski, król polski, oswobodziciel Wiednia od najazdu muzułmańskiego, którego synowie nosili tytuł książąt, lecz zmarli bez potomstwa męskiego.

## Herbowni
Informacje na temat herbownych w artykule sporządzone zostały na podstawie wiarygodnych źródeł, zwłaszcza klasycznych i współczesnych herbarzy. Należy jednak zwrócić uwagę na częste zjawisko przypisywania rodom szlacheckim niewłaściwych herbów, szczególnie nasilone w czasie legitymacji szlachectwa przed zaborczymi heroldiami, co zostało następnie utrwalone w wydawanych kolejno herbarzach. Identyczność nazwiska nie musi oznaczać przynależności do danego rodu herbowego. Przynależność taką mogą bezspornie ustalić wyłącznie badania genealogiczne.
Pełne listy herbownych nie są dziś możliwe do odtworzenia, także ze względu na zniszczenie i zaginięcie wielu akt i dokumentów w czasie II wojny światowej (m.in. w czasie powstania warszawskiego w 1944 spłonęło ponad 90% zasobu Archiwum Głównego w Warszawie, gdzie przechowywana była większość dokumentów staropolskich). Nazwisko znajdujące się w artykule pochodzi z Herbarza polskiego, Tadeusza Gajla. Występowanie danego nazwiska w artykule nie musi oznaczać, że konkretna rodzina pieczętowała się herbem Sobieski. Często te same nazwiska są własnością wielu rodzin reprezentujących wszystkie stany dawnej Rzeczypospolitej, tj. chłopów, mieszczan, szlachtę. Herb Sobieski jest herbem własnym, wiec do jego używania uprawniona jest zaledwie jedna rodzina: Sobiescy.